# Правила употребления апострофа в украинском языке
Апостроф в украинском языке употребляется перед буквами я, ю, є, ї, когда они обозначают соединение согласного [й] с гласными [а], [у], [е], [i] после согласных.

## Общие случаи
Апостроф ставится перед я, ю, є, ї:
1. После букв, обозначающих губные твёрдые согласные звуки б, п, в, м, ф, если перед ними нет другого согласного (кроме р), принадлежащего к корню: солов'їний, сім'я, м'ята, п'ятниця, зв'язати, п'ю, б'ється, в'яз, м'язи, ім'я, В'ячеслав, Стеф'юк; верб'я, верф'ю, торф'яний, черв'як. Но: свято, морквяний, мавпячий, цвях. Если согласный, стоящий перед губным, относится к префиксу, то апостроф тоже ставится: зв'язок, підв'ялити, обм'яклий, розв'ючувати.
2. После твёрдого р в конце состава: подвір'я, сузір'я, на узгір'ї, з матір'ю, кур'єр, пір'їна. Если ря, рю, рє обозначают сочетание мягкого [р'] с гласными а, у, е ([р'а], [р'у], [р'е]), то апостроф не пишется: рясний, Рябко, буря, рюмсати, Рєпін.
3. После любого твёрдого согласного, которым заканчивается префикс или первая часть сложных слов: без'язикий, від'єднати, з'ясувати, над'їдений, над'ярусний, роз'ятрити, роз'юшений; дит'ясла, пан'європейський.
4. После к в словах Лук'ян, и производных от него: Лук'яненко, Лук'янчук, Лук'янчик, Лук'яновка и т.д.

## Апостроф в фамилиях
Апостроф пишется после губных, заднеязычных и р перед я, ю, є, ї: Аляб'єв, Ареф'єв, Водоп’янов, В’яльцева, Григор'єв, Захар'їн, Луб’янцев, Лук’янов, Пом’яловський, Прокоф'єв, Юр'єв; перед йо апостроф не пишется: Воробйов, Соловйов.
Если я, ю обозначают соединение смягчённого согласного с а, у, то апостроф перед ними не пишется: Бядуля, Пясецький, Рюмін.
Сокращённая французская частица д и ирландская частица о пишутся с именами собственными через апостроф: Д’Аламбер, Д’Артаньян, Д’Обіньє; О’Генрі, О’Кейсі, О’Коннейль.

## Апостроф в географических названиях
Апостроф пишется в географических названиях после губных (м, п, б, ф, в), заднеязычных (ґ, к, х) и р, а также после префиксов, которые заканчиваются согласным, перед я, ю, є, ї: В’язники, Дем’янськ, Прокоп'євськ, П’ятигорськ, Ак’яр, Амудар’я, Гур'єв; перед йо апостроф не пишеться: Муравйово.
Если я, ю обозначают соединение смягчённого согласного с а, у, то апостроф перед ними не пишется: Вязьма, Кяхта, Крюково, Рязань.